# Transportes Generales Comes
Transportes Generales Comes es una empresa de transporte de viajeros en autobús establecida en la provincia de Cádiz, Andalucía, España.

## Características
Comes ofrece servicios de autobuses entre Cádiz y el resto de municipios de la provincia, así como con otras capitales andaluzas como Sevilla, Málaga, Granada y Almería, y con la Región de Murcia.
También tiene las concesiones sobre un gran número de rutas metropolitanas en los consorcios de la Bahía de Cádiz y el Campo de Gibraltar, y la concesión del servicio urbano de autobuses de Puerto Real
La sede social de la empresa se encuentra en Cádiz y dispone de estaciones de autobuses en Cádiz, Barbate y Algeciras.

## Historia
Transportes Generales Comes, empresa dedicada a la actividad del Transporte de viajeros por carretera desde el comienzo del siglo XX, tiene sus primeros antecedentes en la concesión de la línea exclusiva de transporte de pasajeros y correspondencia de “Cádiz-Algeciras-La La Línea de la Concepción y puntos intermedios, por Vejer y Tarifa”, otorgada por la Junta Central de Transportes Mecánicos Rodados, a D. Alejandro Ivison Pastor, con fecha de abril de 1927.
Años más tarde, esta concesión junto con la de “Cádiz y Alcalá de los Gazules”, fueron transferidas a Dª Asunción Comes Merino, quien, teniendo en cuenta que la actividad de esta empresa en el sector de transporte de viajeros por carretera, iba incrementándose continuamente a través de los años, constituye en agosto de 1971, Transportes Generales Comes SA, transfiriendo la misma titularidad de todas sus concesiones administrativas, llegando en la actualidad a ser concesionaria de la unificación n.º 259, de distintos servicios de transporte de viajeros por carretera, es decir, que este título administrativo se denomina en la actualidad concesión del servicio público regular de transporte de viajeros, equipajes y encargos por carretera entre “Sevilla-Algeciras-Ronda con hijuelas” V-3.342;JA-349; otorgada por la Dirección General de Transportes de la Junta de Andalucía con fecha 5 de mayo de 1981, y publicada en el Boletín Oficial del Estado n.º 223 del 17 de septiembre del mismo año.
En el año 1989 dicho título concesional se somete a trámite de convalidación o sustitución, según lo dispuesto en la Disposición Transitoria 2.ª de la vigente Ley de Transportes y en la Orden de la Consejería de Obras Públicas y Transportes de la Junta
Transcurridos algo más de 10 años, por Resolución de la Dirección General de Transportes con fecha 22 de febrero de 2000, B.O.J.A. n.º 45 de 15 de abril del mismo año, se resuelve otorgar definitivamente a Transportes Generales Comes SA, la concesión de un servicio público regular permanente y de uso general de transporte de viajeros por carretera entre “Sevilla-Cádiz-Algeciras-Ronda con hijuelas” (VJA-147), por sustitución de la concesión V-3342;JA-349 (EC-JA-060).
Transportes Generales Comes SA, además de estos servicios regulares de transportes de viajeros por carretera de uso general, efectúa otros servicios regulares. Y así, esta Empresa viene transportando diariamente a más de 4000 trabajadores de las Factorías de IZAR (Astilleros Españoles, S.A.) tanto de Cádiz como de Matagorda (Puerto Real), empleados de DELPHI (General Motors) en Puerto Real e igualmente transporta a más de 2000 trabajadores de las Factorías y Refinerías, INTERQUISA, PETRESA, CEPSA, todas ellas ubicadas en la zona del Campo de Gibraltar y pertenecientes al Grupo CEPSA.
Igualmente esta Empresa efectúa transporte escolar, realizando distintos servicios contratados con la Consejería de Educación y Ciencia, en distintos puntos de la provincia e incluso en la zona del Campo de Gibraltar.
Transportes Generales Comes SA, empresa netamente andaluza y gaditana, viene colaborando con las Administraciones Públicas, tanto a nivel nacional, autonómico y local, en todo aquello que pueda redundar en una mayor calidad del servicio y atención a los viajeros de esta zona. Como es el caso, del transporte de viajeros de la Barriada del Río San Pedro (Puerto Real) que se efectúa mediante el primer Contrato Programa suscrito con la Administración, es decir la Consejería de Transportes de la Junta de Andalucía, primer Acuerdo piloto firmado en Andalucía, entre Administración y Empresa privada.
Asimismo, esta Empresa efectúa expediciones con billetes bonificados por la Junta de Andalucía, mediante el contrato suscrito entre la Federación Andaluza de Transportes (FANDABUS), a la que nos encontramos afiliada, con la FUNDACIÓN ANDALUZA DE SERVICIOS SOCIALES, anteriormente I.A.S.S. (Instituto Andaluz de Servicios Sociales), consistentes en una reducción del 50% del importe del billete para pensionistas y personas mayores de 65 años.
En el campo turístico, esta empresa colabora con su flota de vehículos con tarjeta todos VD para todos los ámbitos, mediante la realización de servicios discrecionales con una gran calidad.
Después de haber descrito un poco a modo de resumen histórico de la actividad de Transportes Generales Comes SA y a modo de esquema señalaremos los componentes de estructura de esta empresa, fundamentales para la realización de sus servicios.

## Servicios
En la actualidad, la empresa ofrece transporte de pasajeros en los siguientes recorridos:

### Interurbanos de media y larga distancia
- Algatocín - Jubrique
- Algatocín - La Línea
- Algeciras - Algatocín
- Algeciras - Ronda
- Cádiz - Algeciras - La Línea
- Cádiz - Algeciras - Málaga
- Cádiz - Granada - Almería
- Cádiz - Granada - Murcia - Cartagena
- Cádiz - Conil - Vejer - Barbate - Zahara de los Atunes - Atlanterra
- Cádiz - Medina Sidonia - Paterna de Rivera- Benalup - Alcalá de los Gazules
- Cádiz - Ronda
- Cádiz - Sevilla
- La Línea - Sevilla
- Rota - Algeciras
- Sevilla - Jerez - Puerto de Santa María - Conil - Barbate - Zahara de los Atunes - Atlanterra
- Sevilla - Rota

### Integrados en elConsorcio de Transportes de la Bahía de Cádiz
| Líneas pertenecientes al Consorcio Bahía de Cádiz | Líneas pertenecientes al Consorcio Bahía de Cádiz                                | Líneas pertenecientes al Consorcio Bahía de Cádiz |
| Id.                                               | Denominación                                                                     | Empresa                                           |
| ------------------------------------------------- | -------------------------------------------------------------------------------- | ------------------------------------------------- |
| M-010                                             | Cádiz-San Fernando Norte                                                         | Comes y Tranvía                                   |
| M-011                                             | Cádiz-San Fernando Sur                                                           | Comes y Tranvía                                   |
| M-020                                             | Cádiz-Chiclana Directo                                                           | Comes                                             |
| M-021                                             | Cádiz-San Fernando-Cementerio Mancomunado                                        | Comes                                             |
| M-030                                             | Cádiz-Río San Pedro-Campus-Puerto Real-Hospital                                  | Comes                                             |
| M-031                                             | Cádiz-Campus-Puerto Real                                                         | Comes                                             |
| M-032                                             | Cádiz-Río San Pedro-Puerto Real                                                  | Comes                                             |
| M-033                                             | Cádiz-Puerto Real Directo                                                        | Comes                                             |
| M-034                                             | Cádiz-Barrio Jarana-Hospital                                                     | Comes                                             |
| M-040                                             | Cádiz-El Puerto de Santa María Directo                                           | Comes                                             |
| M-041                                             | Cádiz-Puerto Real-El Puerto de Santa María                                       | Comes                                             |
| M-050                                             | Cádiz-Jerez Directo                                                              | Comes                                             |
| M-051                                             | Cádiz-El Puerto de Santa María-Jerez                                             | Comes                                             |
| M-052                                             | Cádiz-Puerto Real-El Puerto de Santa María-Jerez                                 | Comes                                             |
| M-060                                             | Cádiz-El Puerto de Santa María-Rota Por Costa Oeste                              | Comes                                             |
| M-061                                             | Cádiz-Puerto Real-El Puerto de Santa María-Rota                                  | Comes                                             |
| M-062                                             | Cádiz-El Puerto de Santa María-Rota Por Estación de ferrocarril                  | Comes                                             |
| M-120                                             | San Fernando-Chiclana                                                            | Comes                                             |
| M-130                                             | San Fernando-Campus de Puerto Real                                               | Comes                                             |
| M-231                                             | Chiclana-Campus Universidad Puerto Real                                          | Comes                                             |
| M-350                                             | Campus de Puerto Real-Jerez                                                      | Comes                                             |
| M-360                                             | Hospital Universitario Puerto Real-El Puerto de Santa María-Rota Por Costa Oeste | Comes                                             |
| M-451                                             | El Puerto de Santa María-Jerez                                                   | Comes                                             |
| M-560                                             | Jerez-Rota                                                                       | Comes                                             |
| M-902                                             | Cádiz-Arcos-Ronda                                                                | Comes                                             |
| M-903                                             | Cádiz-Arcos-El Gastor                                                            | Comes                                             |
| M-904                                             | Cádiz-Arcos-Alcalá del Valle                                                     | Comes                                             |
| M-905                                             | Rota-Jerez-Sevilla                                                               | Comes                                             |
| M-940                                             | Cádiz-Medina-Sidonia-Alcalá de los Gazules                                       | Comes                                             |
| M-941                                             | Cádiz-Medina-Sidonia-Paterna de Rivera-Alcalá de los Gazules                     | Comes                                             |
| M-942                                             | Cádiz-Puerto Real-Medina-Sidonia                                                 | Comes                                             |
| M-943                                             | Cádiz-Puerto Real-Medina-Sidonia-Benalup                                         | Comes                                             |
| M-944                                             | Cádiz-San Fernando-Medina-Sidonia-Paterna de Rivera                              | Comes                                             |
| M-945                                             | Jerez-Medina-Sidonia                                                             | Comes                                             |
| M-946                                             | Jerez-Medina-Sidonia Directo                                                     | Comes                                             |
| M-947                                             | Chiclana-Medina-Sidonia                                                          | Comes                                             |
| M-966                                             | Rota-Chipiona                                                                    | Comes                                             |

### Integrados en elConsorcio de Transporte Metropolitano del Campo de Gibraltar
| Líneas pertenecientes al Consorcio Campo de Gibraltar | Líneas pertenecientes al Consorcio Campo de Gibraltar | Líneas pertenecientes al Consorcio Campo de Gibraltar |
| Id.                                                   | Denominación                                          | Empresa                                               |
| ----------------------------------------------------- | ----------------------------------------------------- | ----------------------------------------------------- |
| M-120                                                 | Algeciras-La Línea                                    | Comes                                                 |
| M-121                                                 | Los Barrios-La Línea                                  | Comes                                                 |
| M-150                                                 | Tarifa-Algeciras                                      | Comes                                                 |
| M-160                                                 | Tahivilla-Facinas-Tarifa-Algeciras                    | Comes                                                 |
| M-161                                                 | Barbate-Tarifa-Algeciras                              | Comes                                                 |
| M-170                                                 | San Pablo-Jimena-Castellar-Algeciras                  | Comes                                                 |
| M-230                                                 | San Roque-La Línea                                    | Comes y Portillo                                      |
| M-270                                                 | San Pablo-Jimena-Castellar-La Línea                   | Comes                                                 |
| M-271                                                 | Tesorillo-La Línea                                    | Comes                                                 |

### Urbanos
- Autobuses urbanos de Cádiz*
- Autobuses urbanos de San Fernando*
- Autobuses urbanos de Puerto Real

* Servicio prestado por Tranvía de Cádiz a San Fernando y Carraca, filial de Comes.